# Naval Strike Missile
Il Naval Strike Missile (originariamente denominato in norvegese: Nytt sjømålsmissil, in inglese: New sea target missile) è un missile antinave e da attacco terrestre sviluppato dall'azienda norvegese Kongsberg Defense & Aerospace (KDA) negli anni 2010 come successore del missile Penguin. Il nome commerciale inglese Naval Strike Missile (spesso abbreviato con l'acronimo NSM) fu adottato in seguito.

## Sviluppo

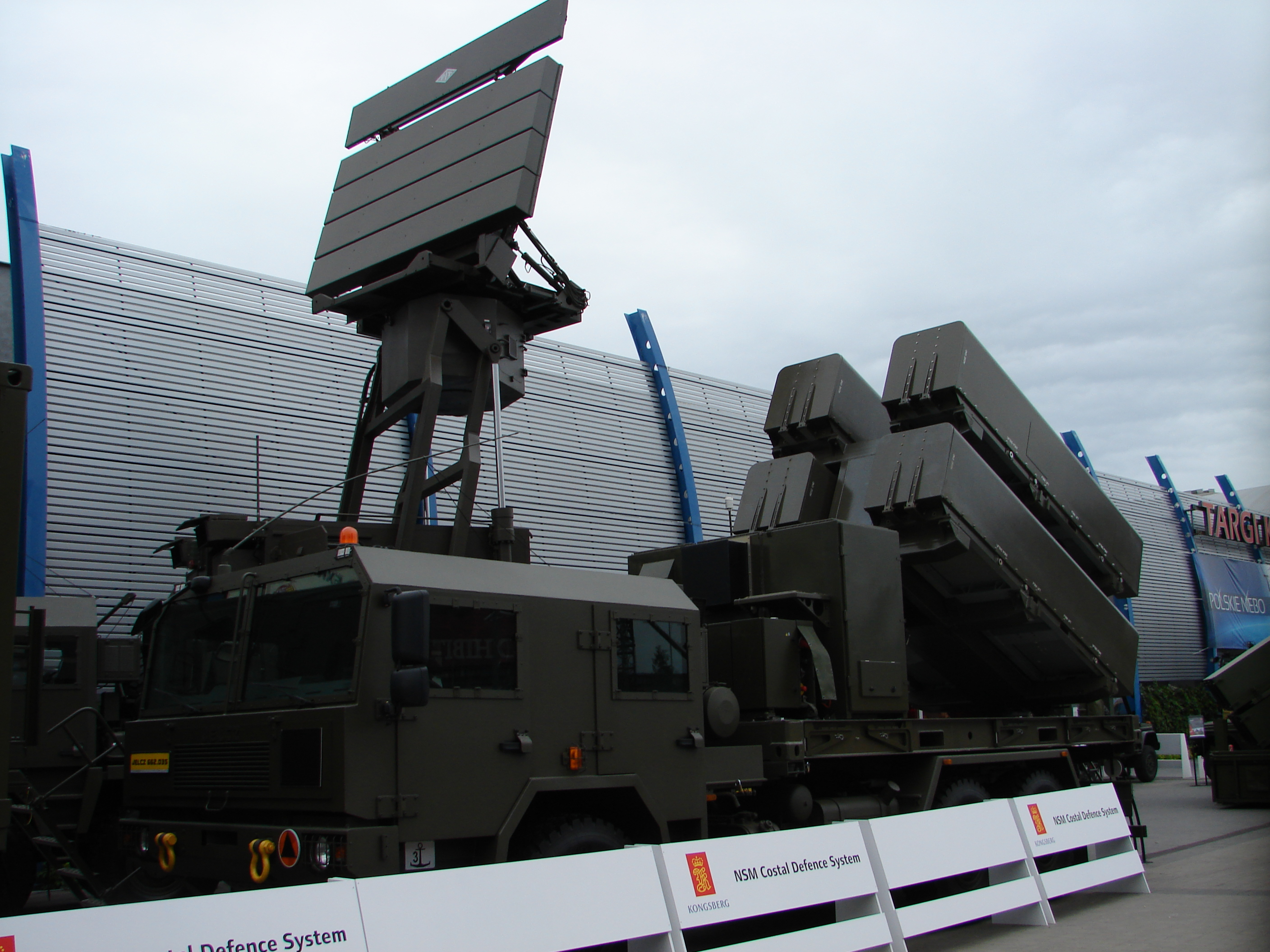
Lanciatore del sistema di difesa costiera NSM e TRS-15M Odra radar 3D sullo sfondo.

Il contratto di produzione in serie del Naval Strike Missile è stato firmato nel giugno 2007. È stato scelto dalla Royal Norwegian Navy per le sue fregate di classe Fridtjof Nansen e motovedette di classe Skjold. Nel dicembre 2008 l'NSM è stato selezionato dalla Marina polacca, che ha ordinato cinquanta missili terrestri (di cui due per i test) negli accordi presi nel 2008 e nel 2011, con consegna prevista per il 2013-2016. L'ultimo passaggio è stato completato nel giugno 2011 con i test a Point Mugu. Il 12 aprile 2011, il ministero della difesa norvegese ha annunciato la fase 2 di sviluppo.
Il 10 ottobre 2012, la Reale marina norvegese ha sparato per la prima volta con un NSM. La nave in questione era la HNoMS Glimt, una motovedetta di classe Skjold. Il 5 giugno 2013, la Reale marina norvegese ha effettuato il primo lancio di prova di un missile NSM che trasportava una testata contro una nave bersaglio. La fregata dismessa HNoMS Trondheim di classe Oslo è stata colpita e le munizioni hanno funzionato come previsto.
Nel giugno 2013, la Polonia ha completato la divisione missilistica costiera equipaggiata con 12 NSM e 23 veicoli su telaio Jelcz (inclusi 6 lanciatori, 2 radar TRS-15C, 6 veicoli antincendio e 3 veicoli di comando). Infine, la Coastal Missile Division sarà equipaggiata con 12 lanciatori che trasportano 4 missili ciascuno per un totale di 48 missili. Nel dicembre 2014 la Polonia ha ordinato un secondo lotto di lanciatori e missili per equipaggiare un battaglione missilistico d'attacco navale.

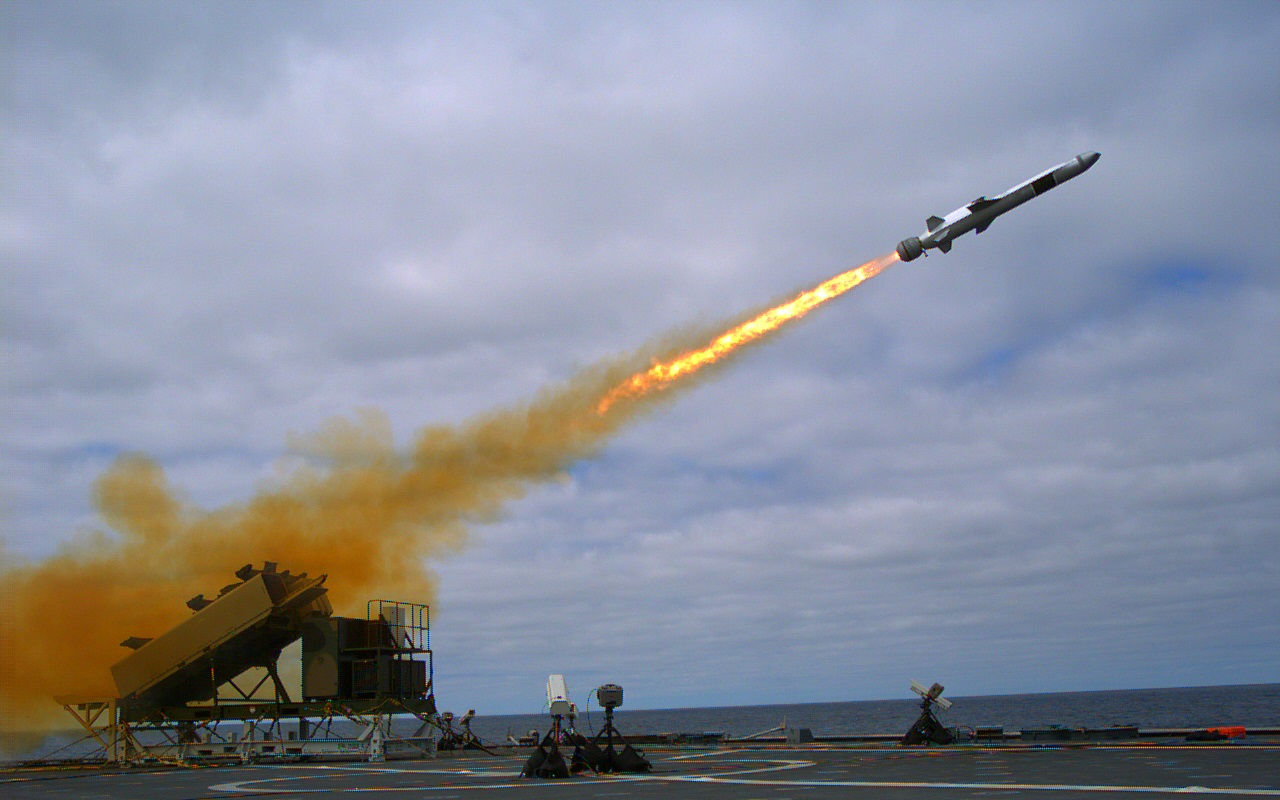
Lancio del missili antinave dall'USS Coronado a settembre 2014

Alla fine di luglio 2014, la Marina degli Stati Uniti ha confermato che l'NSM sarebbe stato testato a bordo della nave da combattimento costiera USS Coronado (LCS-4). Il test si è svolto con successo il 24 settembre 2014. Kongsberg e Raytheon hanno collaborato per produrre l'NSM per equipaggiare l'LCS come missile antinave nel 2015he LCS as its over-the-horizon anti-ship missile in 2015.. A maggio 2017, il missile Boeing RGM-84 Harpoon e il Lockheed Martin LRASM a raggio esteso erano stati ritirati dalla competizione Over-the-Horizon Weapon System (OTH-WS) della Marina, lasciando l'NSM come l'unico contendente rimasto. Il 31 maggio 2018, la Marina ha ufficialmente selezionato l'NSM come arma antinave OTH dell'LCS. L'aggiudicazione del contratto iniziale di 14,8 milioni di dollari a Raytheon prevede la consegna di "missili  progettati da Kongsberg caricati in meccanismi di lancio; e una singola suite di controllo del fuoco" e l'acquisto di circa una dozzina di missili; l'intero valore del contratto potrebbe crescere fino a 847,6 milioni di dollari se venissero esercitate tutte le opzioni contrattuali. La Marina prevede di schierare l'NSM alla fine del 2019. L'NSM sarà designato come RGM-184A in servizio negli Stati Uniti.
Durante il RIMPAC 2014 la fregata Fridtjof Nansen ha sparato con successo l'NSM durante un SINKEX, con il missile che ha colpito e fatto esplodere il bersaglio come previsto.
Durante la mostra LIMA 2015, la Malesia ha annunciato che il missile antinave aveva vinto l'appalto per equipaggiare le navi militari della classe Maharaja Lela della Royal Malaysian Navy.
Nel febbraio 2017, il governo norvegese ha annunciato che la Marina tedesca acquisirà "una quantità significativa" di missili navali nell'ambito di un accordo del valore di "oltre 10 miliardi di NOK".
.
Durante il RIMPAC 2018, l'USARPAC ha lanciato il missile antinave dalla riva per affondare una nave.
Nell'ottobre 2019 la USS Gabrielle Giffords ha lanciato il missile antinave contro una fregata in eccedenza della US Navy, la USS Ford (FFG-54), che è stata rimorchiata vicino a Guam, nel Pacifico, per fungere da bersaglio in un SINKEX.

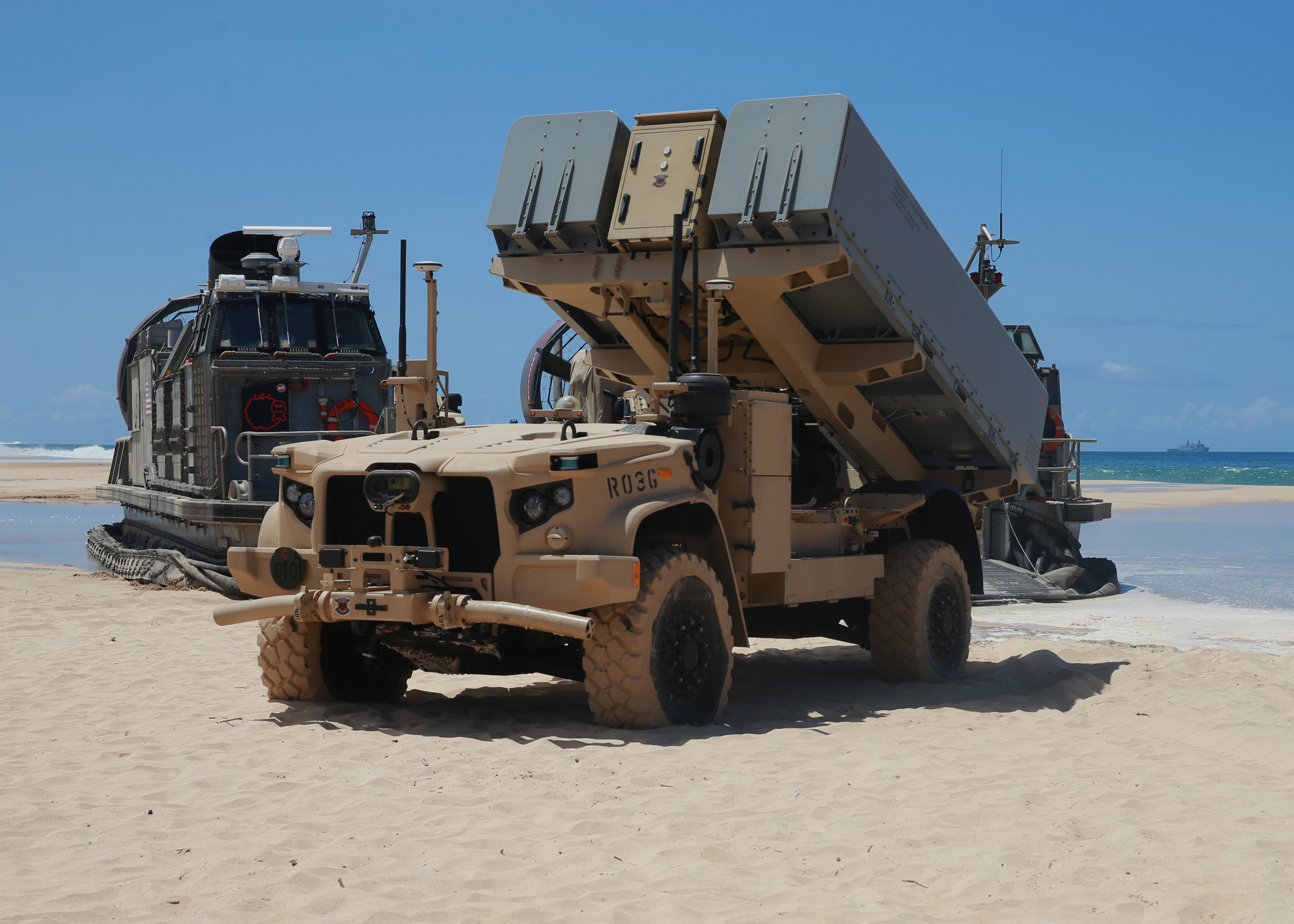
Lanciatore Navy Marine Expeditionary Ship Interdiction System (NMESIS) in posizione presso il Pacific Missile Range Facility Barking Sands

L'NSM è utilizzato dal Corpo dei Marines degli Stati Uniti come parte del Navy/Marine Expeditionary Ship Interdiction System (NMESIS), che colloca un'unità di NSM su una piattaforma di lancio mobile senza pilota basata su JLTV per consentire ai Marines di sparare contro la nave missili da terra.

## Descrizione

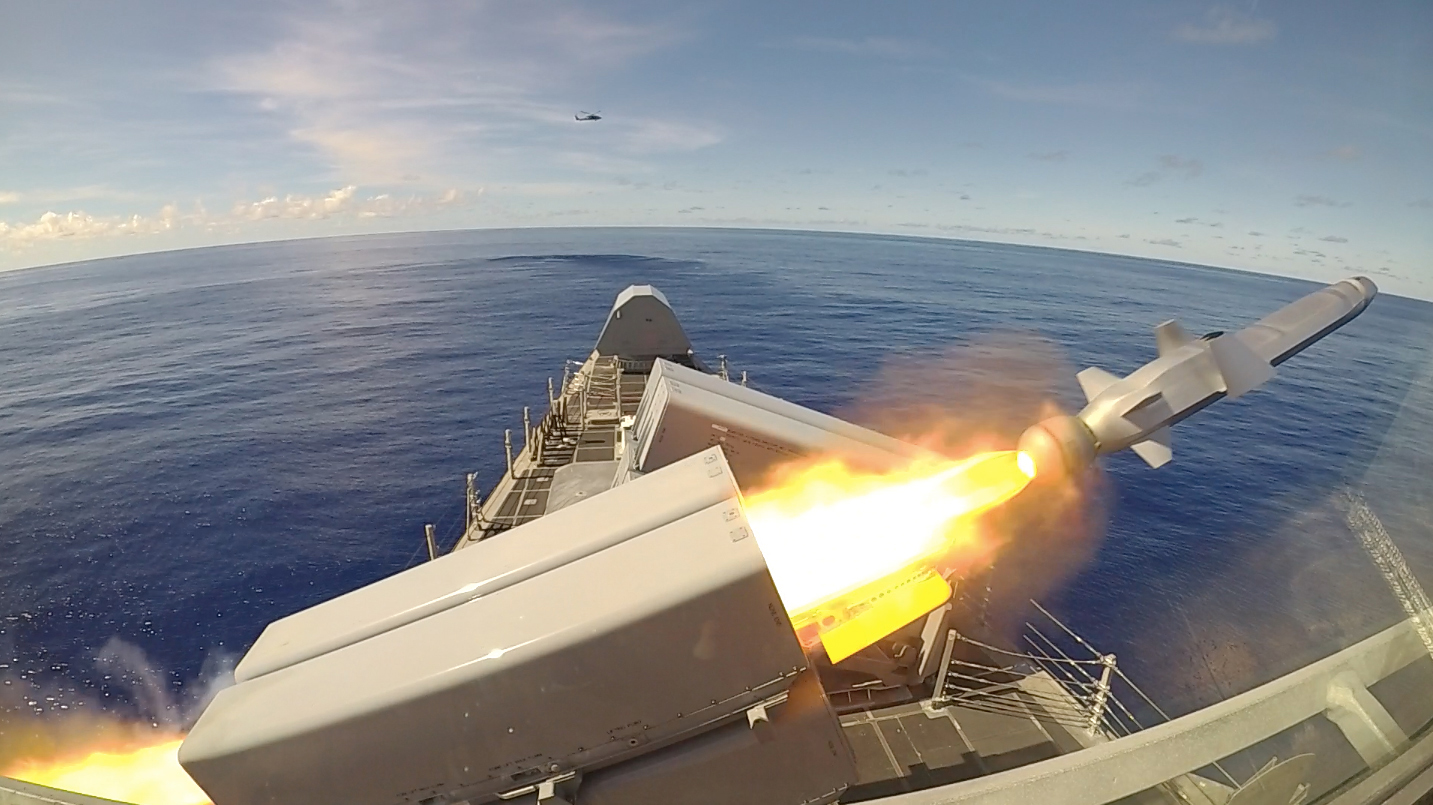
Il missile antinave viene lanciato dalla USS Gabrielle Giffords (LCS-10) nel 2019

Il design all'avanguardia e l'uso di materiali compositi hanno lo scopo di conferire al missile sofisticate capacità invisibili. Il missile peserà poco più di 400 kg (880 libbre) e avrà una portata di oltre 185 km (100 nm). NSM è progettato per le acque costiere e ("acqua marrone") per scenari di mare aperto ("acqua verde e blu"). L'utilizzo di una testata a scoppio/frammentazione in lega di titanio ad alta resistenza di TDW è in linea con il design moderno e leggero e presenta caratteristiche altamente esplosive. L'avvio della testata avviene tramite una spoletta multiuso intelligente programmabile con rilevamento del vuoto progettata per ottimizzare l'effetto contro bersagli duri.
Come il suo predecessore Penguin, NSM è in grado di sorvolare e aggirare le masse, viaggiare in modalità livello del mare e quindi effettuare manovre casuali nella fase terminale, rendendo più difficile fermarsi dalle contromisure nemiche. Mentre il Penguin è un missile imbardata-virata, NSM si basa sul volo da virata a virata. Nel 2016 la Royal Norwegian Navy ha confermato che l'NSM può anche attaccare obiettivi terrestri.
La tecnologia di selezione dei bersagli fornisce al NSM una capacità di rilevamento, riconoscimento e discriminazione indipendenti di bersagli in mare o sulla costa. Ciò è possibile grazie alla combinazione di un cercatore di immagini a infrarossi (IIR) e un database di destinazione integrato. NSM è in grado di navigare tramite GPS, sistemi di riferimento inerziali e del terreno.
Dopo essere stato lanciato in aria da un propulsore a razzo solido che viene lanciato in mare una volta esaurito il compito, il missile viene spinto verso il suo bersaglio ad alta velocità subsonica da un motore a turbogetto, lasciando la testata multiuso a scoppio/frammentazione da 125 kg a fare il suo lavoro, che nel caso di una nave bersaglio significa colpire la nave in corrispondenza o in prossimità della linea di galleggiamento.
Una batteria costiera NSM è composta da tre veicoli di lancio di missili, un veicolo di comando della batteria, tre veicoli di comando da combattimento, un centro di comunicazione mobile, un veicolo radar mobile con radar TRS-15C, un veicolo di trasporto e carico e un veicolo di officina mobile. Ogni MLV trasporta 4 missili e può essere collegato al CCV tramite fibra ottica o radio fino a 10 km (6,2 mi) di distanza; È possibile collegare insieme fino a 6 lanciatori con 24 missili contemporaneamente. Se installati sulle navi, gli NSM possono essere montati sul ponte in pacchi da uno, due, tre, quattro o sei lanciatori. Il peso totale dell'installazione, inclusi elettronica e cablaggio, è di 8.600 libbre (3.900 kg) per 4 lanciatori, 17.000 libbre (7.700 kg) per 8 lanciatori e 26.000 libbre (12.000 kg) per 12 lanciatori.

## Varianti
È in fase di sviluppo una versione multiruolo lanciata dall'aria del NSM. Questo missile è denominato Joint Strike Missile (JSM) e sarà caratterizzato da un'opzione per l'attacco a terra e una linea di comunicazione a due vie, in modo che il missile possa comunicare con la sala di controllo centrale o altri missili in aria. Questo missile sarà integrato con il Lockheed Martin F-35 Lightning II. Gli studi hanno dimostrato che l'F-35 sarebbe in grado di trasportare due di questi nelle sue stive interne, mentre quattro missili aggiuntivi potrebbero essere trasportati all'esterno.
Lockheed Martin e Kongsberg hanno firmato un accordo di marketing congiunto per questa versione dell'NSM lanciata dall'aria, nonché un accordo che impegna entrambe le parti a integrare il JSM sulla piattaforma F-35 . Il progetto è finanziato da Norvegia e Australia. Kongsberg ha firmato un contratto per la prima fase di sviluppo del JSM nell'aprile 2009, il cui completamento è previsto entro 18 mesi. Il JSM avrà computer multicore che eseguono il sistema operativo Integrity, in tempo reale, di Green Hills Software.
Le funzionalità migliorate per il missile Joint Strike includono:
- Testata più grande[34]
- Forma modificata per adattarsi all'alloggiamento interno dell'F-35[35]
- Capacità di attaccare bersagli marittimi e terrestri
- Piattaforma di lancio aerea (F-35)
- Portata migliorata rispetto a NSM, le stime includono profili di volo da 150 nmi (170 mi; 280 km)[35] a >100 nmi basso-basso-basso o > 300 nmi (350 mi; 560 km) hi-hi-low[28]
- A lungo termine, la produzione inizia nel 2023

Il 15 luglio 2014, Kongsberg e Raytheon hanno annunciato di aver stretto un accordo per offrire il JSM alla Marina degli Stati Uniti per il loro requisito di Offensive Anti-Surface Warfare (OASuW); Raytheon avrebbe prodotto JSM per il mercato americano. La Marina prevede di iniziare una competizione per il requisito OASuW nel 2017, che probabilmente metterà il Kongsberg/Raytheon JSM contro il Lockheed Martin Long Range Anti-Ship Missile (LRASM).
Nel novembre 2015, un F-16 Falcon ha completato con successo i test di fuoco dal vivo del JSM presso lo Utah Test and Training Range.
Il missile è stato proposto anche in Corea del Sud e Giappone e si prevede che Kongsberg tenterà di effettuare vendite ad altri paesi che hanno ordinato l'F-35A. Lo sviluppo dovrebbe essere completato nel 2017 e il raggiungimento della capacità operativa iniziale (IOC) è previsto nel 2021 con il rilascio del software Block 4 dell'F-35. I controlli di adattamento sono stati eseguiti sugli hardpoint esterni di tutte le varianti dell'F-35 e internamente sui modelli F-35A e C. I paesi che operano con altri aeromobili hanno espresso interesse per il JSM e sono stati effettuati controlli di idoneità anche sull'F-15 Eagle e sull'F/A-18 Hornet, ma l'integrazione su altre piattaforme non sarà condotta senza un cliente confermato.
Kongsberg sta studiando un progetto per schierare il JSM dai sottomarini norvegesi e ha scoperto che modellare il missile per adattarsi al vano bombe confinato dell'F-35 gli ha anche permesso di adattarsi al sistema di lancio verticale Mark 41. Un VL-JSM potrebbe anche competere con il Lockheed LRASM per l'OASuW Increment 2 della US Navy per un missile antinave.

## Utilizzatori

### Utilizzatori attuali
Finlandia
- Suomen ilmavoimat

Nel dicembre 2021 la Finlandia ha selezionato l'F-35 come futuro jet da combattimento e ha selezionato JSM tra le altre armi.
 Giappone
- Kōkū Jieitai

Nel marzo 2019, Kongsberg si è aggiudicata un contratto per la fornitura dei missili JSM per i caccia F-35. I missili dovrebbero arrivare nell'aprile 2021.
 Norvegia
- Kongelige Norske Sjøforsvaret[47]
  - Classe Skjold
  - Classe Fridtjof Nansen
- Kongelige Norske Luftforsvaret

Ha ordinato il JSM per i caccia F-35 nell'ottobre 2021. La consegna dovrebbe terminare per il 2023. L'integrazione del JSM con l'F-35 e i test negli Stati Uniti sono facilitati da Lone Star Analysis, in base a un contratto a lungo termine con il Ministero della Difesa norvegese.
 Polonia
- Marynarka Wojenna
  - Coastal Missile Squadron[51][52]

 Stati Uniti
- U.S. Navy[17]
  - Classe Freedom
  - Classe Independence
  - Classe Constellation[53]
- U.S. Marine Corps[54]

### Utilizzatori futuri
Australia
- Royal Australian Navy[55]
  - Classe Anzac
  - Classe Hobart
- Royal Australian Air Force

Ha espresso interesse ad acquistare il JSM nel giugno 2014 per equipaggiare i suoi caccia F-35. Il JSM dovrebbe diventare pienamente operativo nel 2025. Il 15 settembre 2015 il governo australiano ha firmato un accordo per finanziare lo sviluppo di un cercatore di radiofrequenza passivo per integrare il cercatore di target a infrarossi esistente.
 Canada
- Royal Canadian Navy[58]
  - Canadian Surface Combatant

 Germania
- Deutsche Marine[21][59]

 Malaysia
- Tentera Laut Diraja Malaysia
  - Clase Maharaja Lela[60]

 Romania
- Forțele Navale Române[61] La consegna sarà conclusa nel quarto trimestre del 2024.[62]

### Utilizzatori potenziali
Ucraina
- Marina militare ucraina[63]

 India
- Marina militare dell'India[64]

 Indonesia
- Tentara Nasional Indonesia Angkatan Laut
  - Classe Klewang[65][66]